# Rund um den Henninger-Turm 1973
Il Rund um den Henninger-Turm 1973, dodicesima edizione della corsa, si svolse il 1º maggio su un percorso di 228 km, con partenza e arrivo a Francoforte sul Meno. Fu vinto dal belga Georges Pintens della squadra Rokado-de Gribaldy davanti al tedesco occidentale Jürgen Tschan e all'altro belga Freddy Maertens.

## Ordine d'arrivo (Top 10)
| Pos. | Corridore        | Squadra                    | Tempo    |
| ---- | ---------------- | -------------------------- | -------- |
| 1    | Georges Pintens  | Rokado-de Gribaldy         | 6h15'20" |
| 2    | Jürgen Tschan    | Peugeot-BP-Michelin        | a 59"    |
| 3    | Freddy Maertens  | Flandria-Carpenter-Shimano | a 2'57"  |
| 4    | Wim Schepers     | Rokado-de Gribaldy         | a 2'59"  |
| 5    | Ronald De Witte  | Flandria-Carpenter-Shimano | s.t.     |
| 6    | André Dierickx   | Flandria-Carpenter-Shimano | s.t.     |
| 7    | Roger Gilson     | Rokado-de Gribaldy         | s.t.     |
| 8    | Walter Godefroot | Flandria-Carpenter-Shimano | a 3'30"  |
| 9    | Willy De Geest   | Rokado-de Gribaldy         | s.t.     |
| 10   | Frans Verbeeck   | Watney-Maes Pils           | s.t.     |